# جان باتيست رامبينيون
جان باتيست رامبينيون (بالفرنسية: Jean-Baptiste Rampignon)‏ هو ملاكم فرنسي راحل، مثّل بلاده في الألعاب الأولمبية الصيفية 1920.

## روابط خارجية
جان باتيست رامبينيون على موقع بوكس ريك (الإنجليزية) (registration required)
- جان باتيست رامبينيون على موقع أوليمبيديا (الإنجليزية)